# Tatsuya Nakadai
Tatsuya Nakadai (仲代 達矢 Nakadai Tatsuya?, născut Motohisa Nakadai; n. 13 decembrie 1932, Tokyo⁠(d), Tōkyō, Japonia) este un actor de film japonez faimos pentru marea varietate de personaje pe care le-a interpretat în filme și pentru numeroase colaborări cu celebrii regizori de film japonezi.
El a apărut în 11 filme regizate de Masaki Kobayashi, inclusiv trilogia Condiția umană, în care l-a interpretat pe personajul principal Kaji, Harakiri, Kwaidan și Ultimul samurai.
Nakadai a lucrat cu unii dintre cei mai cunoscuți cineaști japonezi - jucând roluri mai mari sau mai mici în cinci filme regizate de Akira Kurosawa și fiind distribuit în filme semnificative regizate de Hiroshi Teshigahara (The Face of Another), Mikio Naruse (When a Woman Ascends the Stairs), Kihachi Okamoto (Kill! și The Sword of Doom), Hideo Gosha (Goyokin), Shirō Toyoda (Portrait of Hell) și Kon Ichikawa (Enjō și Odd Obsession).

## Biografie
Nakadai a crescut într-o familie foarte săracă și nu a putut să-și permită o educație universitară, ceea ce l-a împins spre cinematografie. A admirat foarte mult filmele americane și a fost un fan al marilor actori americani precum John Wayne și Marlon Brando. Nakadai lucra ca funcționar la Tokyo atunci când a avut o întâlnire norocoasă cu regizorul Masaki Kobayashi, care i-a oferit un rol în filmul The Thick Walled Room (1956). În anul următor a avut o scurtă apariție, nemenționată pe generic, în Cei șapte samurai, unde este văzut pentru câteva secunde în rolul unui samurai care merge pe străzile orașului. Rolul lui Nakadai din Cei șapte samurai reprezintă din punct de vedere tehnic debutul său în film, deoarece lansarea filmului The Thick-Walled Room a fost amânată timp de trei ani din cauza subiectului controversat.
Descoperirea sa ca actor a avut loc odată cu rolul Jo, un tânăr membru al Yakuza, în Black River (1957), un alt film regizat de Kobayashi. Actorul a obținut roluri în câteva comedii și melodrame realizate de compania Toho și părea să se stingă, când Kobayashi a apelat din nou la el. Seria de filme Condiția umană (1958-1961) a lui Masaki Kobayashi l-a transformat pe Tatsuya Nakadai într-o vedetă de cinema. Nakadai a continuat să lucreze cu Kobayashi în anii 1960 și a câștigat primul său premiu Panglica Albastră pentru rolul îmbătrânitului ronin Hanshirō Tsugumo din Harakiri.
Reputația lui Nakadai a fost consolidată prin distribuirea sa de către Kurosawa în rolul principalului antagonist, Unosuke, din filmul Yojimbo (1961), în rolul adjunctului șefului poliției, Muroto, din Sanjuro (1962) și în rolul inspectorului șef de poliție Tokura din High and Low (1963).
Nakadai a apărut în două filme ale lui Kurosawa din anii 1980. În Kagemusha Nakadai l-a interpretat atât pe hoțul ales ca dublură („kagemusha”), cât și pe faimosul daimyō Shingen Takeda, pe care hoțul trebuie să-l înlocuiască. Acest dublu rol l-a ajutat să câștige pentru a doua oară Premiul Panglica Albastră pentru cel mai bun actor. În Ran Nakadai interpretează un alt daimyo, Hidetora Ichimonji (inspirat vag de regele Lear din piesa Regele Lear a lui Shakespeare și într-o măsură mai mare de daimyō-ul istoric Mōri Motonari).
El i-a instruit în arta actoriei pe tinerii și promițătorii Kōji Yakusho, Mayumi Wakamura, Tōru Masuoka, Azusa Watanabe, Kenichi Takitō și alții.
În anul 2015 a fost distins cu Ordinul Culturii din Japonia.

## Filmografie

### Filme de cinema
| An   | Titlu                                                    | Rol                               | Regizor             | Observații    |
| ---- | -------------------------------------------------------- | --------------------------------- | ------------------- | ------------- |
| 1954 | Cei șapte samurai                                        | samurai care se plimbă prin oraș  | Akira Kurosawa      | nemenționat   |
| 1956 | Hi no tori                                               | Keiichi Naganuma                  | Umetsugu Inoue      |               |
| 1956 | Hadashi no Seishun                                       | Yūji Wada                         | Senkichi Taniguchi  |               |
| 1956 | Sazae-san                                                | Norisuke Namino                   | Nobuo Aoyagi        |               |
| 1956 | Oshidori no Ma                                           | Andō                              | Keigo Kimura        |               |
| 1957 | Black River                                              | Joe                               | Masaki Kobayashi    |               |
| 1957 | Oban                                                     | Shin-don                          | Yasuki Chiba        |               |
| 1957 | Untamed                                                  | Kimura                            | Mikio Naruse        |               |
| 1957 | Hikage no Musume                                         | Motohashi                         | Shūe Matsubayashi   |               |
| 1957 | Zoku Oban: Fuun hen                                      | Shin-don                          | Yasuki Chiba        |               |
| 1957 | A Dangerous Hero (Kiken na eiyu)                         | Imamura                           | Hideo Suzuki        |               |
| 1957 | Zokuzoku Oban: Dotou hen                                 | Shin-don                          | Yasuki Chiba        |               |
| 1957 | Sazae's Youth (Sazae-san no seishun)                     | Norisuke Namino                   | Nobuo Aoyagi        |               |
| 1958 | A Boy and Three Mothers                                  | Kensaku                           | Seiji Hisamatsu     |               |
| 1958 | All About Marriage (Kekkon no subete)                    | Akira Nakayama                    | Kihachi Okamoto     |               |
| 1958 | Go and Get It (Buttsuke honban)                          | Hara                              | Kozo Saeki          |               |
| 1958 | Enjō                                                     | Togari                            | Kon Ichikawa        |               |
| 1958 | Naked Sun                                                | Jirō Maeda                        | Miyoji Ieki         |               |
| 1959 | The Human Condition: No Greater Love                     | Kaji                              | Masaki Kobayashi    | rol principal |
| 1959 | Odd Obsession                                            | Kimura                            | Kon Ichikawa        |               |
| 1959 | The Human Condition: Road to Eternity                    | Kaji                              | Masaki Kobayashi    | rol principal |
| 1959 | Yaju shisubeshi                                          | Kunihiko Date                     | Eizo Sugawa         | rol principal |
| 1959 | Three Dolls in Ginza (Ginza no onéchan)                  | Kyōsuke Tamura                    | Toshio Sugie        |               |
| 1959 | An'ya Kōro                                               | Kaname                            | Shirō Toyoda        |               |
| 1960 | When a Woman Ascends the Stairs                          | Kenichi Komatsu                   | Mikio Naruse        |               |
| 1960 | Daughters, Wives, and a Mother (Musume tsuma haha)       | Shingo Kuroki                     | Mikio Naruse        |               |
| 1960 | The Blue Beast (Aoi yaju)                                | Yasuhiko Kuroki                   | Hiromichi Horikawa  |               |
| 1960 | Get 'em All ("Minagoroshi no uta" yori kenju-yo saraba!) | Tsubota                           | Eizō Sugawa         |               |
| 1961 | The Other Woman (Tsuma to shite onna to shite)           | Minami                            | Mikio Naruse        |               |
| 1961 | Yojimbo                                                  | Unosuke                           | Akira Kurosawa      |               |
| 1961 | The Human Condition: A Soldier's Prayer                  | Kaji                              | Masaki Kobayashi    | rol principal |
| 1961 | Kumo ga chigieru toki                                    | James Kimura                      | Heinosuke Gosho     |               |
| 1961 | Immortal Love                                            | Heibei                            | Keisuke Kinoshita   |               |
| 1962 | Sanjuro                                                  | Muroto Hanbei                     | Akira Kurosawa      |               |
| 1962 | Love Under the Crucifix (Oginsama)                       | Takayama Ukon                     | Kinuyo Tanaka       | rol principal |
| 1962 | The Inheritance (Karami-ai)                              | Kikuo Furukawa                    | Masaki Kobayashi    |               |
| 1962 | Harakiri                                                 | Tsugumo Hanshirō                  | Masaki Kobayashi    | rol principal |
| 1962 | Madame Aki                                               | Uojirō Tatsumi                    | Shirō Toyoda        |               |
| 1963 | High and Low                                             | inspectorul-șef de poliție Tokura | Akira Kurosawa      |               |
| 1963 | Pressure of Guilt (Shiro to kuro)                        | Ichirō Hamano                     | Hiromichi Horikawa  | rol principal |
| 1963 | The Legacy of the 500,000 (Gojuman-nin no isan)          | Mitsuru Gunji                     | Toshiro Mifune      |               |
| 1963 | Miren                                                    | Ryōta Kinoshita                   | Yasuki Chiba        |               |
| 1963 | A Woman's Life (Onna no rekishi)                         | Takashi Akimoto                   | Mikio Naruse        |               |
| 1964 | Arijigoku sakusen                                        | Ishiki                            | Takashi Tsuboshima  | rol principal |
| 1964 | Kwaidan                                                  | Minokichi                         | Masaki Kobayashi    | rol principal |
| 1965 | Saigo no shinpan                                         | Jirō                              | Hiromichi Horikawa  | rol principal |
| 1965 | Fort Graveyard (Chi to suna)                             | Sakuma                            | Kihachi Okamoto     |               |
| 1965 | Illusion of Blood                                        | Iemon                             | Shirō Toyoda        | rol principal |
| 1966 | Cash Calls Hell (Gohiki no shinshi)                      | Oida                              | Hideo Gosha         | rol principal |
| 1966 | The Sword of Doom                                        | Ryunosuke Tsukue                  | Kihachi Okamoto     | rol principal |
| 1966 | The Face of Another                                      | dl. Okuyama                       | Hiroshi Teshigahara | rol principal |
| 1966 | The Daphne (Jinchoge)                                    | profesorul Kanahira               | Yasuki Chiba        |               |
| 1967 | The Age of Assassins (Satsujin kyo jidai)                | Shinji Kikyo                      | Kihachi Okamoto     | rol principal |
| 1967 | Kojiro                                                   | Miyamoto Musashi                  | Hiroshi Inagaki     |               |
| 1967 | Ultimul samurai                                          | samuraiul Tatewaki Asano          | Masaki Kobayashi    |               |
| 1967 | Japan's Longest Day                                      | naratorul                         | Kihachi Okamoto     |               |
| 1968 | Today We Kill, Tomorrow We Die!                          | James Elfego                      | Tonino Cervi        |               |
| 1968 | Kill!                                                    | Genta                             | Kihachi Okamoto     | rol principal |
| 1968 | Admiral Yamamoto                                         | naratorul                         | Seiji Maruyama      |               |
| 1968 | The Human Bullet                                         | naratorul                         | Kihachi Okamoto     |               |
| 1969 | Goyokin                                                  | Magobei                           | Hideo Gosha         | rol principal |
| 1969 | Eiko's 5000 Kilograms (Eiko e no 5,000 kiro)             | Takeuchi                          | Koreyoshi Kurahara  |               |
| 1969 | The Battle of the Japan Sea (Nihonkai daikaisen)         | Akashi Motojiro                   | Seiji Maruyama      |               |
| 1969 | Hitokiri                                                 | Takechi Hanpeita                  | Hideo Gosha         |               |
| 1969 | Blood End (Tengu-to)                                     | Sentarō                           | Satsuo Yamamoto     | rol principal |
| 1969 | Portrait of Hell                                         | Yoshihide                         | Shirō Toyoda        | rol principal |
| 1970 | Duel at Ezo (Ezo yakata no ketto)                        | Daizennokami Honjo                | Kengo Furusawa      |               |
| 1970 | Bakumatsu                                                | Nakaoka Shintarō                  | Daisuke Itō         |               |
| 1970 | The Scandalous Adventures of Buraikan                    | Kataoka Naojirō                   | Masahiro Shinoda    |               |
| 1970 | Zatoichi Goes to the Fire Festival                       | Ronin                             | Kenji Misumi        |               |
| 1970 | Will to Conquer (Tenka no abarembo)                      | Yoshida Tōyō                      | Seiji Maruyama      |               |
| 1971 | Inn of Evil (Inochi boni furo)                           | Sadashichi                        | Masaki Kobayashi    | rol principal |
| 1971 | Battle of Okinawa                                        | colonelul Hiromichi Yahara        | Kihachi Okamoto     | rol principal |
| 1971 | The Wolves (Shussho Iwai)                                | Seji Iwahashi                     | Hideo Gosha         | rol principal |
| 1973 | Osho                                                     | Sekine                            | Hiromichi Horikawa  |               |
| 1973 | The Human Revolution                                     | Nichiren                          | Toshio Masuda       |               |
| 1973 | Rise, Fair Sun                                           | Sakuzo                            | Kei Kumai           | rol principal |
| 1974 | Karei-naru Ichizoku                                      | Teppei Manpyō                     | Satsuo Yamamoto     | rol principal |
| 1975 | The Gate of Youth (Seishun no mon)                       | Jūzō Ibuki                        | Kirio Urayama       |               |
| 1975 | Tokkan                                                   | Hijikata Toshizō                  | Kihachi Okamoto     |               |
| 1975 | I Am a Cat (Wagahai wa neko de aru)                      | Kushami Chin'no                   | Kon Ichikawa        | rol principal |
| 1975 | Kinkanshoku                                              | Yasuo Hoshino                     | Satsuo Yamamoto     | rol principal |
| 1976 | Banka                                                    | Setsuo Katsuragi                  | Yoshisuke Kawasaki  |               |
| 1976 | Zoku ningen kakumei                                      | Nichiren                          | Toshio Masuda       |               |
| 1976 | Fumō Chitai                                              | Tadashi Iki                       | Satsuo Yamamoto     | rol principal |
| 1977 | Sugata Sanshiro                                          | Shōgorō Yano                      | Kihachi Okamoto     |               |
| 1977 | Rhyme of Vengeance                                       |                                   | Kon Ichikawa        |               |
| 1978 | Blue Christmas                                           | Minami                            | Kihachi Okamoto     |               |
| 1978 | Queen Bee (Jo-oh-bachi)                                  | Ginzo Daidoji                     | Kon Ichikawa        |               |
| 1978 | Bandits vs. Samurai Squadron                             | Kumokiri Nizaemon                 | Hideo Gosha         | rol principal |
| 1978 | The Firebird (Hi no tori)                                | Ninigi                            | Kon Ichikawa        |               |
| 1979 | Hunter in the Dark (Yami no karyudo)                     | Gomyo Kiyoemon                    | Hideo Gosha         | rol principal |
| 1980 | Kagemusha                                                | Takeda Shingen / Kagemusha        | Akira Kurosawa      | rol principal |
| 1980 | The Battle of Port Arthur (also known as 203 kochi)      | gen. Nogi Maresuke                | Toshio Masuda       | rol principal |
| 1981 | Willful Murder                                           | Yashiro                           | Kei Kumai           | rol principal |
| 1982 | Onimasa                                                  | Masagoro Kiryuin                  | Hideo Gosha         | rol principal |
| 1984 | Fireflies in the North                                   | Takeshi Tsukigata                 | Hideo Gosha         | rol principal |
| 1985 | Ran                                                      | lordul Hidetora Ichimonji         | Akira Kurosawa      | rol principal |
| 1985 | The Empty Table (Shokutaku no nai ie)                    | Nobuyuki Kidoji                   | Masaki Kobayashi    | rol principal |
| 1986 | Atami satsujin jiken                                     | Denbei Nikaido                    | Kazuo Takahashi     | rol principal |
| 1987 | Hachikō Monogatari                                       | prof. Hidesaburō Ueno             | Seijirō Kōyama      | rol principal |
| 1988 | Return from the River Kwai                               | Major Harada                      | Andrew V. McLaglen  |               |
| 1988 | Oracion (Yushun)                                         | Heihachiro Wagu                   | Shigemichi Sugita   |               |
| 1989 | Four Days of Snow and Blood (Ni-ni-roku)                 | Hajime Sugiyama                   | Hideo Gosha         |               |
| 1991 | Heat Wave (Kagero)                                       | Tsunejiro Murai                   | Hideo Gosha         |               |
| 1992 | The Wicked City                                          | Daishu (Yuen Tai Chung)           | Mak Tai-Kit         |               |
| 1992 | Basara – The Princess Goh (Goh-hime)                     | Furuta Oribe                      | Hiroshi Teshigahara |               |
| 1992 | Tōki Rakujitsu                                           | Sakae Kobayashi                   | Seijirō Kōyama      |               |
| 1993 | Lone Wolf and Cub: Final Conflict                        | Yagyu Retsudo                     | Akira Inoue         |               |
| 1993 | Summer of the Moonlight Sonata (Gekko no natsu)          | Kazama (după război)              | Seijirō Kōyama      |               |
| 1995 | East Meets West                                          | Katsu Rintarō                     | Kihachi Okamoto     |               |
| 1996 | Miyazawa Kenji sono ai                                   | Seijirō Miyazawa                  | Seijirō Kōyama      |               |
| 1999 | After the Rain                                           | Tsuji Gettan                      | Takashi Koizumi     |               |
| 1999 | Spellbound                                               | Hideaki Sasaki                    | Masato Harada       |               |
| 2001 | Vengeance for Sale (Sukedachi-ya Sukeroku)               | Umetaro Katakura                  | Kihachi Okamoto     |               |
| 2002 | To Dance With the White Dog (Shiroi inu to Waltz wo)     | Eisuke Nakamoto                   | Takashi Tsukinoki   | rol principal |
| 2002 | Dawn of a New Day: The Man Behind VHS                    | Konosuke Matsushita               | Kiyoshi Sasabe      |               |
| 2003 | Like Asura                                               | Kotaro Takezawa                   | Yoshimitsu Morita   |               |
| 2005 | Yamato                                                   | Katsumi Kamio (75 de ani)         | Junya Sato          |               |
| 2006 | The Inugamis                                             | Sahei Inugami                     | Kon Ichikawa        |               |
| 2009 | Listen to My Heart                                       | Kyozo Hayami                      | Shinichi Mishiro    |               |
| 2010 | Haru's Journey                                           | Tadao Nakai                       | Masahiro Kobayashi  | rol principal |
| 2010 | Zatoichi: The Last                                       | Tendo                             | Junji Sakamoto      |               |
| 2012 | Until The Break Of Dawn                                  | Sadayuki Akiyama                  | Yūichirō Hirakawa   |               |
| 2013 | Human Trust                                              | Nobuhiko Sasakura                 | Junji Sakamoto      |               |
| 2015 | Yuzuriha no koro                                         | Kenichiro Miya                    | Mineko Okamoto      |               |
| 2017 | Lear of the Beach/ Umibe No Ria                          | Chōkitsu Kuwabatake               | Masahiro Kobayashi  | rol principal |
| 2018 | Henkan Kōshōnin                                          | naratorul                         | Tsuyoshi Yanagawa   |               |
| 2020 | Touge: The Last Samurai                                  | Makino Tadayuki                   | Takashi Koizumi     |               |

### Filme de animație
| An   | Titlu                       | Rol                   | Regizor                                                                    | Observații |
| ---- | --------------------------- | --------------------- | -------------------------------------------------------------------------- | ---------- |
| 1973 | Kanashimi no Belladonna     | Diavolul              | Eiichi Yamamoto                                                            |            |
| 1983 | Final Yamato                | naratorul             | Tomoharu Katsumata / Yoshinobu Nishizaki / Takeshi Shirado / Toshio Masuda |            |
| 2013 | The Tale of Princess Kaguya | Sumiyaki no Roujini   | Isao Takahata                                                              |            |
| 2014 | Giovanni's Island           | Junpei Senō (prezent) | Mizuho Nishikubo                                                           |            |

### Piese de teatru
| An   | Titlu                        | Rol                   | Regizor                     | Observații |
| ---- | ---------------------------- | --------------------- | --------------------------- | ---------- |
| 1964 | Hamlet                       | Hamlet                | Koreya Senda                |            |
| 1968 | Yotsuya Kaidan               | Tamiya Iemon          | Eitaro Ozawa                |            |
| 1971 | Othello                      | Othello               | Koreya Senda                |            |
| 1974 | Richard al III-lea           | Richard al III-lea    | Toshikiyo Masumi            |            |
| 1975 | The Lower Depths             | Satine                | Toshikiyo Masumi            |            |
| 1978 | Oedip rege                   | Oedipus               | Tomoe Ryu (Yasuko Miyazaki) |            |
| 1982 | Macbeth                      | Macbeth               | Tomoe Ryu (Yasuko Miyazaki) |            |
| 1990 | Cyrano de Bergerac           | Cyrano de Bergerac    | Tomoe Ryu (Yasuko Miyazaki) |            |
| 2000 | Moartea unui comis voiajor   | William „Willy” Loman | Kiyoto Hayashi              |            |
| 2001 | Nevestele vesele din Windsor | John Falstaff         | Kiyoto Hayashi              |            |
| 2005 | Driving Miss Daisy           | Hoke                  | Ikumi Tanno                 |            |
| 2008 | Don Quixote                  | Miguel de Cervantes   | Ikumi Tanno                 |            |
| 2010 | John Gabriel Borkman         | John Gabriel Borkman  | Tamiya Kuriyama             |            |
| 2013 | Bluebeard's Castle           | poetul                | Michiyoshi Inoue            |            |
| 2014 | Barrymore                    | John Barrymore        | Ikumi Tanno                 |            |
| 2014 | Romeo și Julieta             | părintele Lawrence    | Ikumi Tanno                 |            |

### Filme de televiziune
| An   | Titlu                 | Rol               | Post TV                  | Observații                 |
| ---- | --------------------- | ----------------- | ------------------------ | -------------------------- |
| 1971 | Shin Heike Monogatari | Taira no Kiyomori | NHK                      | rol principal, Taiga drama |
| 1995 | Daichi nu Ko          | Kōji Matsumoto    | NHK                      | rol principal              |
| 1996 | Hideyoshi             | Sen no Rikyu      | NHK                      | Taiga drama                |
| 2004 | Socrates in Love      | Kentarō Matsumoto | TBS                      | apariție specială          |
| 2007 | Fūrin Kazan           | Takeda Nobutora   | NHK                      | Taiga drama                |
| 2014 | Zainin nu Uso         | Kenzō Haneda      | Wowow                    |                            |
| 2015 | Haretsu               | Kuraki            | NHK                      |                            |
| 2015 | Hatashiai             | Sanosuke          | Jidaigeki Senmon Channel | rol principal, film TV     |
| 2016 | Kyoaku wa Nemurasenai | Yōhei Tachibana   | TV Tokyo                 |                            |
| 2016 | Cold Case             |                   | Wowow                    |                            |
| 2017 | Henkan Kōshōnin       | naratorul         | NHK                      | film TV                    |
| TBA  | The Return            | Unokichi          | Jidaigeki Senmon Channel | rol principal, film TV     |

## Premii și distincții
- 1961: Premiul Mainichi pentru cel mai bun actor pentru interpretarea sa din The Human Condition III: A Soldier's Prayer[23]
- 1962: Premiul Kinema Junpo pentru cel mai bun actor pentru interpretările sale din Harakiri și Sanjuro[24]
- 1962: Premiul Panglica Albastră pentru cel mai bun actor pentru interpretarea lui din Harakiri[7]
- 1980: Premiul Mainichi pentru cel mai bun actor pentru interpretarea sa din Kagemusha[25]
- 1980: Premiul Panglica Albastră pentru cel mai bun actor pentru interpretările sale din Kagemusha și Port Arthur[12]
- 1992: Chevalier De L’Ordre des Arts et des Lettres
- 1996: Medalia de onoare cu panglică purpurie
- 2003: Ordinul Soarelui Răsare, clasa a IV-a, raze de aur cu rozetă
- 2007: Persoană cu merit cultural
- 2013: Premiul Asahi
- 2013 Premiul Kawakita
- 2015: Premiul Toshiro Mifune
- 2015: Ordinul Culturii

## Legături externe
- The Eighth Samurai: Tatsuya Nakadai la Wayback Machine (archived 13 decembrie 2007) de Chuck Stephens
- Tatsuya Nakadai la Internet Movie Database
- Tatsuya Nakadai pe Japanese Movie Database
- http://www.criterion.com/explore/195-tatsuya-nakadai
- http://www.tohokingdom.com/people/tatsuya_nakadai.htm
- http://blogs.amctv.com/movie-blog/2008/06/an-evening-with/ Arhivat în 27 februarie 2015, la Wayback Machine.